# Dinastía Asen
La dinastía Asen (en búlgaro: Асеневци, Asenevtsi) reinó en Bulgaria entre 1186 y 1280, en lo que recibe el nombre de Segundo Imperio búlgaro. Los primeros gobernantes conocidos fueron los hermanos Iván Asen I y Pedro, líderes de una rebelión de valacos y búlgaros contra el Imperio bizantino, que controlaron el norte del país autonombrándose «emperadores de valacos y búlgaros». Les sucedió su hermano Kaloján que reinó desde 1197 hasta 1207, siendo rey de toda Bulgaria desde 1204. En esa fecha rompió con la Iglesia ortodoxa, uniéndose a la católica. 
Tras la muerte de Kaloján su sobrino Boril usurpó la corona entre 1207 y 1218. El soberano más significativo de la dinastía fue Iván Asen II (1218-1241), que incorporó a la monarquía Macedonia, Epiro y la mayor parte del territorio situado entre Albania y Serbia, con el título de «zar de los búlgaros y griegos». Los siguientes Asénidas vivieron el ocaso de la dinastía, cuyo último titular fue Iván Asen IV (1279-1280). 
Algunos miembros de la familia Asen entraron al servicio del Imperio bizantino en los siglos XIII y XIV, cuyos últimos descendientes pueden haber sido los boyardos rumanos del clan Asan. Es también un nombre familiar en griego moderno, y podría tener el mismo origen.

## Orígenes
Los orígenes de la dinastía, especialmente el origen étnico de los tres hermanos Asen (Pedro II, Iván Asen I y Kaloján) sigue siendo una fuente de controversia entre los historiadores rumanos y búlgaros. Existen tres principales hipótesis en relación con sus orígenes: 
- Origen valaco (rumano o arumanos): opinión apoyada por muchos historiadores rumanos, que defienden que no hay razón para cuestionar el origen étnico que se menciona en algunas crónicas.
- Origen búlgaro: opinión que es común entre los historiadores búlgaros que encuentran que todas las fuentes utilizan predominantemente los términos «Bulgaria», y «búlgaros», que el zar Kaloyan alegó esa procedencia de los gobernantes del Primer Imperio búlgaro y que es sólo una cuestión de terminología, ya que en cierto período las fuentes medievales utilizaron «valaco» significando «búlgaro».
- Origen cumano: algunos nombres de la dinastía, como Asen y Belgun (apodo de Ivan Asen I) se derivan del idioma cumano.

En sus propios documentos administrativos y su correspondencia los tres gobernantes se ven a sí mismos como descendientes y sucesores de los zares búlgaros Samuel, Pedro I y Simeón I y consideran el estado que fundaron como una continuación del Primer Imperio búlgaro. Sin embargo, esto podría ser simplemente una manera de proclamar su legitimidad en el trono del imperio. 
Nicetas Coniates en sus crónicas asegura que los hermanos Asen hablaban la lengua valaca:

Un sacerdote griego fue secuestrado por valacos de los Balcanes y Asen imploró su libertad en el idioma de los valacos.

En una misiva de 1199, el Papa habla de la «ascendencia romana» de Kaloján, cosa que también se menciona en la respuesta de Kaloján. El significado de esto también se ha debatido: no está claro si el Papa se refería a los orígenes románicos de los valacos o al Imperio Romano de Oriente. 
También se ha especulado sobre un origen húngaro (y por lo tanto «católico»), pero no hay pruebas que apoyen esa afirmación.

## Nombre

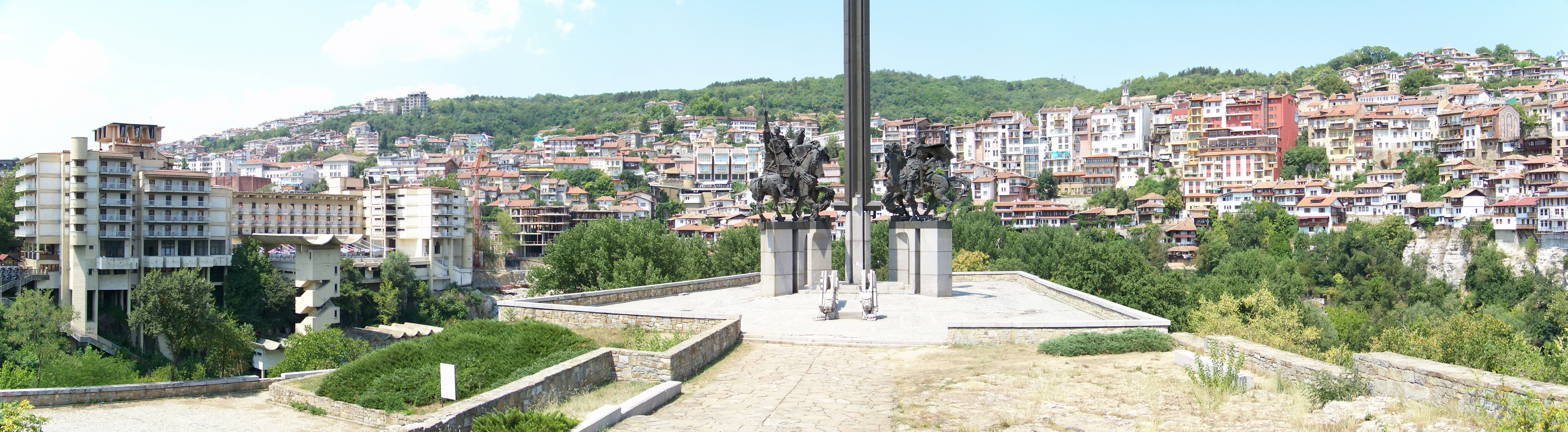
Monumento a los hermanos Asen en Tárnovo.

El nombre de la dinastía proviene de uno de los hermanos, Iván Asen I. La etimología más probable es de origen cumano, a partir de la palabra esen, que significa «seguridad, sonido, saludable» y el apodo Belgun parece que se deriva de la palabra turca bilgün, que significa «sabio». Esto podría explicarse por el hecho de que también en otros lugares los primeros rumanos utilizaban nombres de origen cumano; por ejemplo, un documento de 1383 de Sibiu tiene una lista de nombres rumanos, que incluyen entre los nombres de origen eslavo y rumano, algunos nombres de origen cumano. También está el hecho de que la más importante dinastía de Valaquia tenía un nombre cumano: la Casa de Basarab. 
Como alternativa, el nombre podría ser también de origen pechenego, ya que su lenguaje es bastante similar al cumano; sin embargo esta hipótesis es menos probable. 
Hay una posible relación entre el búlgaro Asen y el árabe Hasan. Hay algunas evidencias de que el nombre Asen sea de origen turco, ya que tanto el búlgaro como el cumano lo son; por lo tanto el nombre árabe Hasan, muy popular en las naciones de habla turca, a veces escrito como Asan y el búlgaro Asen pueden tener similar o incluso el mismo origen. 

## Reyes de la dinastía
| Iván Asen I                        | 1187 - 1196 |
| Pedro II                           | 1186 - 1197 |
| Kaloján                            | 1197 - 1207 |
| Boril                              | 1207 - 1218 |
| Iván Asen III                      | 1218 - 1241 |
| Kalimán Asen I                     | 1241 - 1246 |
| Miguel Asen II                     | 1246 - 1256 |
| Kalimán Asen II                    | 1256        |
| Mitso Asen                         | 1256 - 1257 |
| Constantino Asen (Constantino Tij) | 1257 - 1277 |
| Iván Asen IV                       | 1279 - 1280 |